# Lenguas magdalénicas
Las lenguas magdalénicas forman la rama más meridional de las lenguas chibchas, habladas en Colombia y Venezuela.

## Clasificación
Las lenguas magdalénicas forman la rama más meridional de las lenguas chibchas usualmente se dividen en dos grandes grupos:
- Magdalénico meridional
  - Lenguas cundicocúyicas
  - Idioma chimila
- Magdalénico meridional
  - lenguas arhuácicas
    - Idioma barí

Algunos autores prefieren considerar al chimila y al barí como ramas independientes por lo que dividen a las lenguas magdalénicas en cuatro ramas: cundiocúyica, arhácica, chimila y barí.

## Descripción lingüística

### Comparación léxica
Los numerales en diferentes variedades magdalénicas son:
| GLOSA | Septentrional  | Septentrional | Meridional     | Meridional | Meridional | PROTO- MAGDALÉNICO |
| GLOSA | PROTO- ARHUACO | Chimila       | Muisca clásico | Tunebo     | Barí       | PROTO- MAGDALÉNICO |
| ----- | -------------- | ------------- | -------------- | ---------- | ---------- | ------------------ |
| '1'   | *ekwa          | tiːɁte        | ata            | ubisti     | itóp       | ?                  |
| '2'   | *móuga         | tiːɁmuʰna     | boʦa           | bukái      | issámi     | *ᵐbúka             |
| '3'   | *máigwa        | tiːɁmaʰna     | mika           | bai        | biténtkou  | *ᵐbai              |
| '4'   | *maʔkáiwa      | ᵐbriːɁɟeːɁe   | muika          | bakái      | intó akóu  | *ᵐbakái            |
| '5'   | *atigwa        |               | hycsa          | esí        | kobá       | *-tikʷ-            |
| '6'   | *teingwa       |               | ta             | terai      |            | *ter-              |
| '7'   | *kugwa         |               | kuhubkwa       | kukuí      |            | *kuku-             |
| '8'   | *abiwa         |               | suʦa           | abi        |            | *abi-              |
| '9'   | *ikawa         |               | aka            | estari     |            | ?                  |
| '10'  | *ugwa          |               | hubčihika      | ukasi      |            | *ukʷa-             |